# Parti socialiste polonais (depuis 1987)
Ne pas confondre avec le Parti socialiste polonais (1891-1948)
Le Parti socialiste polonais est depuis les années 1990 et 2000 un parti politique polonais regroupant des militants de gauche et d'extrême gauche opposés au régime de la République populaire de Pologne et à ses héritiers de l'Alliance de la gauche démocratique.

## Historique
Il se réclame de l'héritage du Parti socialiste polonais créé en 1891 et disparu en 1948, dissous par le gouvernement communiste polonais qui l'a contraint à se fondre dans le Parti ouvrier unifié polonais (PZPR). Il a été recréé en 1987 par l'intellectuel Jan Józef Lipski (1926-1991), militant de l'opposition démocratique dans les années 1970 et 1980, élu sénateur en 1989 sous l'étiquette de Solidarność.
En 1991, se réunit le « XXIXe Congrès » du PPS refondé et réunifié (regroupant différentes fractions concurrentes, y compris celle animée par Edward Osóbka-Morawski, un des dirigeants de 1948 ayant accepté la fusion imposée par les communistes du PPR), se rattachant aux congrès d'avant 1948. mais dès 1992, une partie des militants quittent le PPS pour rejoindre l'Union du travail (UP).
Il met fin, malgré des tensions internes, à sa politique de rejet catégorique du SLD et conclut des alliances plus ou moins bien acceptées dans ses rangs avec d'autres partis de gauche et d'extrême gauche, notamment anticléricaux.
Il obtient 3 députés en 1993, mais disparaît ensuite de la scène parlementaire. À la présidentielle de 2000, le candidat du PPS, Piotr Ikonowicz (en) n'obtient que 0,22 % des suffrages ; en 2004 et 2005, il s'allie avec d'autres formations extraparlementaires comme le parti anticlérical Raison de la gauche polonaise (RACJA Polskiej Lewicy) (ultérieurement intégré dans Twój Ruch), le Polska Partia Ekologiczna - Zielonych (PPE-Z) (pl) – aujourd'hui disparu ayant laissé la place aux Verts (Zieloni) – le Parti travailliste polonais (Polska Partia Pracy) (pl) et le Parti communiste de Pologne (KPP) (pl) mais il n'obtient que des scores inférieurs à 1 % des suffrages.
Aux élections générales de 2015, il participe à la formation de l'alliance Gauche unie regroupant l'Alliance de la gauche démocratique (SLD), Twój Ruch (TR), l'Union du travail (UP), Les Verts (Zieloni) et le Parti socialiste polonais, mais celle-ci ne réunit pas les 8 % de suffrages nécessaires à une coalition pour avoir des sièges à la Diète.
Aux élections générales de 2019, le parti s'associe à l'Alliance de la gauche démocratique, Wiosna et Razem dans le comité électoral La Gauche. Seuls ses partenaires obtiennent des sièges à la Diète mais Wojciech Konieczny (en) est élu sénateur.
Le 27 février 2023, Nouvelle Gauche, La Gauche ensemble (Razem), le Parti socialiste polonais et l'Union du travail s'accordent pour se présenter unis aux élections parlementaires d'octobre 2023 au sein d'une même liste électorale "Lewica" (La Gauche).